# Barbodes palaemophagus
Bitungu (Ospatulus truncatus) là một loài cá vây tia trong họ Cyprinidae. Nó chỉ được tìm thấy ở Philippines.